# Karl Kögl

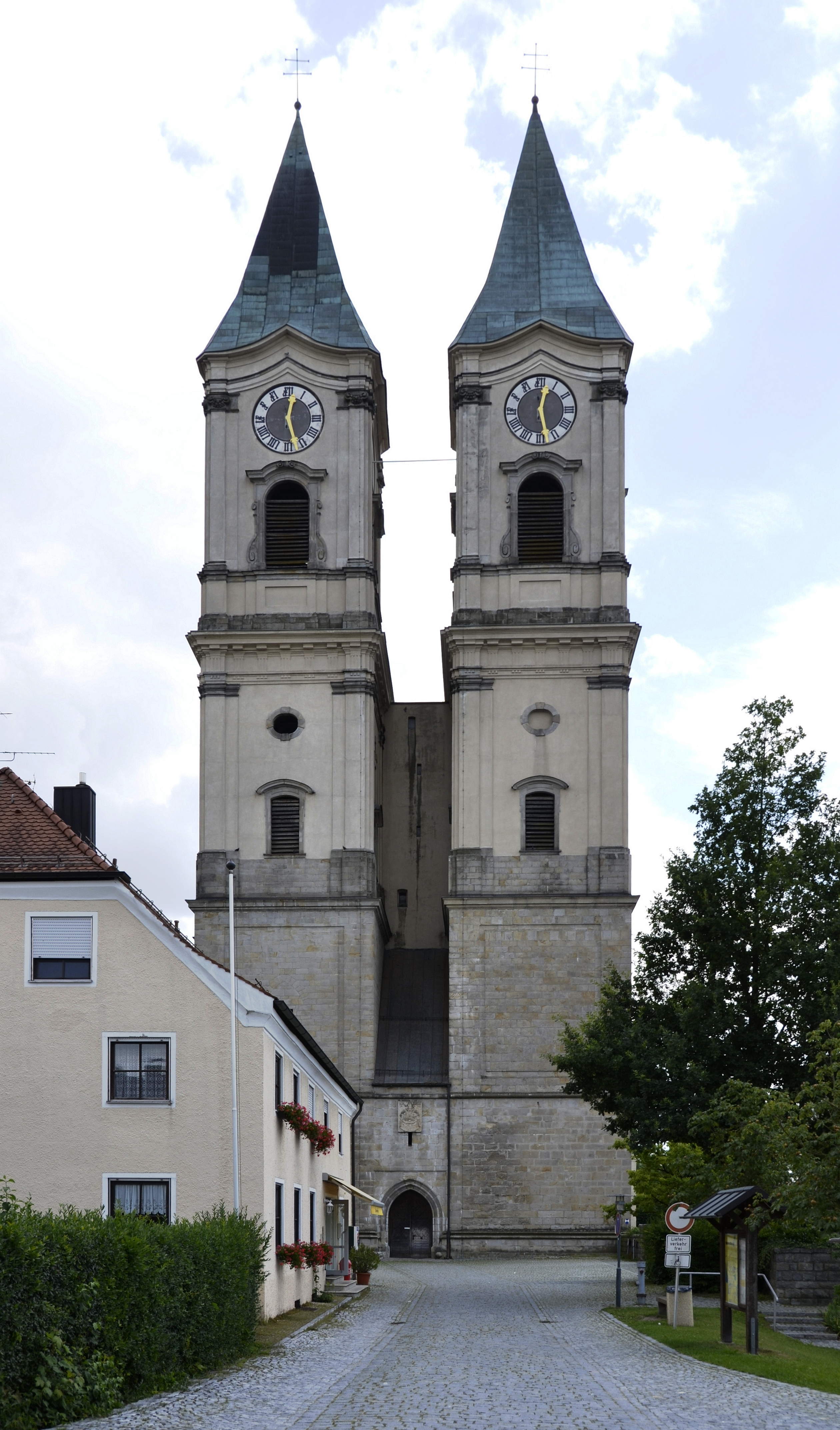
Fassade der Klosterkirche Niederaltaich

Karl Kögl  (* 1653; † 29. März 1700 in Niederaltaich) war ein Benediktiner und von 1695 bis 1700 Abt der Abtei Niederaltaich.
Abt Karl Högl, der „in seinem Auftreten ... würdevollen Ernst mit gewinnender Freundlichkeit zu verbinden“ wusste, setzte während seiner nur kurzen, fünfjährigen Amtszeit als Abt von Niederaltaich den Wiederaufbau der 1671 und 1685 durch Brand zerstörten Abteikirche fort. Bis zum Jahre 1698 errichtete der Passauer Dombaumeister Carlo Antonio Carlone den Südturm der Zweiturmfassade der Kirche. Anschließend begann er, neben verschiedenen Wirtschaftsbauten, 1699, ein Jahr vor seinem Tod, das sogenannte Prälatenstöckl mit der Abtswohnung, die aber erst unter seinem Nachfolger Joscio Hamberger vollendet wurde. Karl Kögl starb 1700, nur 47-jährig, an einer im Bayerischen Wald ausgebrochenen Windpockenepidemie.